# Rio Dobricelu
O Rio Dobricelu é um rio da Romênia, afluente do Dobric, localizado no distrito de Bistriţa-Năsăud.